# Christina Ringer
Christina Ringer (geb. Fleischberger, * 13. Oktober 1974 in Bayreuth) ist eine deutsche Journalistin und Fernsehmoderatorin. Seit März 2021 gehört sie der Stadtverordnetenversammlung der Stadt Frankfurt am Main an (CDU).

## Leben und Wirken
Christina Ringer wurde in Bayreuth geboren, wuchs aber in Hersbruck bei Nürnberg auf. Von 1996 bis 2001 studierte sie Germanistik, Politikwissenschaft und Geschichte an der Universität Köln. Ab Januar 1997 war Ringer freie Mitarbeiterin bei den Kölner Agenturen POYS und Mediabolo sowie in den Redaktionen der RTL-Sendungen Punkt 12 und Punkt 6/7. Nach einer Ausbildung zur Moderatorin stand sie bei den RTL-Frühmagazinen, Punkt 12 und RTL aktuell von März 1999 bis Februar 2002 als Redakteurin und Moderatorin der RTL-Wetterredaktion vor der Kamera. Von März 2002 bis Dezember 2003 moderierte Ringer Guten Abend – Das NRW Magazin und von Februar 2004 bis Mai 2008 das Wetter beim Nachrichtensender n-tv. Im Oktober 2004 kam die Sendung n-tv Reise hinzu, die sie bis Dezember 2006 moderierte. Zudem moderierte sie zur Fußball-Weltmeisterschaft 2006 die Fußballsendung 2006 Das WM-Magazin und bei n-tv bis 2013 das People- und Lifestylemagazin 5th Avenue. Bis 2015 war sie als Gesellschaftsreporterin und Society-Expertin für n-tv im Einsatz.
Seit 2014 engagiert sich Ringer als CDU-Mitglied in der Kommunalpolitik in Frankfurt am Main. Sie ist stellvertretende Vorsitzende der CDU-Stadtteilverbands Frankfurt-Westend und war von 2016 bis 2021 Kinderbeauftragte der Stadt Frankfurt für diesen Stadtteil. Von 2017 bis 2021 gehörte sie außerdem der CDU-Fraktion im Ortsbeirat 2 (Ortsbezirk Frankfurt-Innenstadt II) an.
Bei der Kommunalwahl in Hessen am 14. März 2021 wurde Christina Ringer in die Stadtverordnetenversammlung der Stadt Frankfurt gewählt. Als Stadtverordnete ist sie zuständig für die Stadtteile Bockenheim und Westend und ist weiterhin Mitglied des Ortsbeirats 2. Sie gehört dem Ausschuss für Soziales und Gesundheit, dem Ausschuss für Wirtschaft, Recht und Frauen sowie dem Ausschusses für Diversität, Zusammenhalt, Beteiligung und Europa an und ist frauenpolitische Sprecherin ihrer Fraktion.
Christina Ringer lebt in Frankfurt, ist verheiratet und hat zwei Töchter.